# San Miguel Amatitlán
San Miguel Amatitlán är en kommun i Mexiko.   Den ligger i delstaten Oaxaca, i den sydöstra delen av landet, 210 km sydost om huvudstaden Mexico City.
Följande samhällen finns i San Miguel Amatitlán:
- San Lorenzo Vista Hermosa
- San Jorge el Zapote
- Guadalupe Xonoxtle
- Xoconoxtle
- Santa Cruz el Limón
- San José Tenería
- La Laguna
- La Nueva Tenochtitlán
- Guadalupe Llano Grande